# بریتانی کلاین
بریتانی کلاین (انگلیسی: Brittany Klein؛ زادهٔ ۲۹ اکتبر ۱۹۸۶) بازیکن فوتبال اهل ایالات متحده آمریکا است.
از باشگاه‌هایی که در آن بازی کرده‌است می‌توان به واشینگتن فریدام و شیکاگو رد استارز اشاره کرد.
وی همچنین در تیم ملی فوتبال زیر ۲۳ سال زنان ایالات متحده آمریکا بازی کرده‌است.